# 罗锦章
羅錦章（義大利語：：1888年11月19日—1961年8月8日），是天主教義大利籍主教及方濟會會士。曾任中國漢口總教區總主教（1946年-1961年）。

## 生平
羅錦章出生於1888年11月19日，在意大利王國特倫托自治省的市鎮納戈-托爾博萊。1911年8月13日，他22歲時在方濟會晉鐸，且被派遣到中國傳教。
1946年7月26日，羅錦章57歲獲時任教宗庇護十二世任命為漢口總教區首任正權總主教。同年9月22日，晉牧禮儀由南京總教區總主教于斌主禮，蘄春宗座代牧佳格理和漢陽教區主教高爾文襄禮。
1949年10月1日，中國共產黨在中國大陸地區建立中華人民共和國，並開始針對天主教進行宗教迫害及打壓。1952年10月2日，羅錦章總主教與其他外國傳教士先後被中國政府驅逐出境。
1961年8月8日，羅錦章總主教在意大利威尼托大區維琴察省的市鎮基安波逝世，年72歲。